# Кам'янка (притока Тетерева)
Кам'янка, іноді Лісова Кам'янка, або Кам'янка Лісна — річка в Україні, у межах Житомирського району Житомирської області. Ліва притока Тетерева (басейн річки Дніпро).

## Загальна інформація
Бере початок на захід від села Новопіль. Тече Поліською низовиною на південний схід. Проходить через села Новопіль, Вільськ, Кам'янка і місто Житомир. Впадає у річку Тетерів на південь від центральної частини Житомира.
Довжина Кам'янки 32 або 37 км, площа басейну 602 або 605 км². Долина коритоподібна, завширшки до 4 км, завглибшки до 20 м. Заплава у верхів'ї заболочена. Річище слабозвивисте, пересічна його ширина до 5 м. Похил річки — 1,6 м/км. У пониззі в межах Житомира річище відрегульоване.

## Притоки

### Праві
- Печеринка (впадає до Кам'янки за 21 км від гирла),[8]
- Лісна (впадає до Кам'янки за 4 км від гирла).[8]

### Ліві
- Річка без назви. Протікає через села Клітище та Вільськ, впадає до Кам'янки за 22 км від гирла. Довжина річки 10 км. Площа басейну 34,1 км².[8]
- Крошенка, або Крошна (впадає до Кам'янки за 9 км від гирла).[8]
- Синяк, або Синях — притока в Оліївській сільській громаді. Бере початок у Зорокові. Тече переважно на південний захід через Іванків і впадає у річку Лісову Кам'янку у Вільську[9][10]

### Історичні
У Списку рік Дніпровського басейна, виданому у 1913 році, вказані наступні притоки річки Камʼянки:
- Лошак (права) — між селом Новопіль та слободою Іванівська (нині село Ялинівка)[9],
- Печеринка (права) із лівою притокою Старчанка,
- Хмичанка[12] (права),
- Довжик[13] (права),
- Березівка[14] (права) — навпроти Житомира[15],
- Михиченка (права) — з південного боку села Вигода[9].

В архіві 1766 року також зустрічається згадка про річку Гороблівка (пол. Horoblówka), що протікала неподалік села Новопіль. У покажчику географічних назв 1882 року ця річка була вказана як ліва притока Камʼянки.
Також територією Житомира раніше протікала річка Кокоричанка, ліва притока Камʼянки, що дала назву однойменній місцевості.

## Галерея

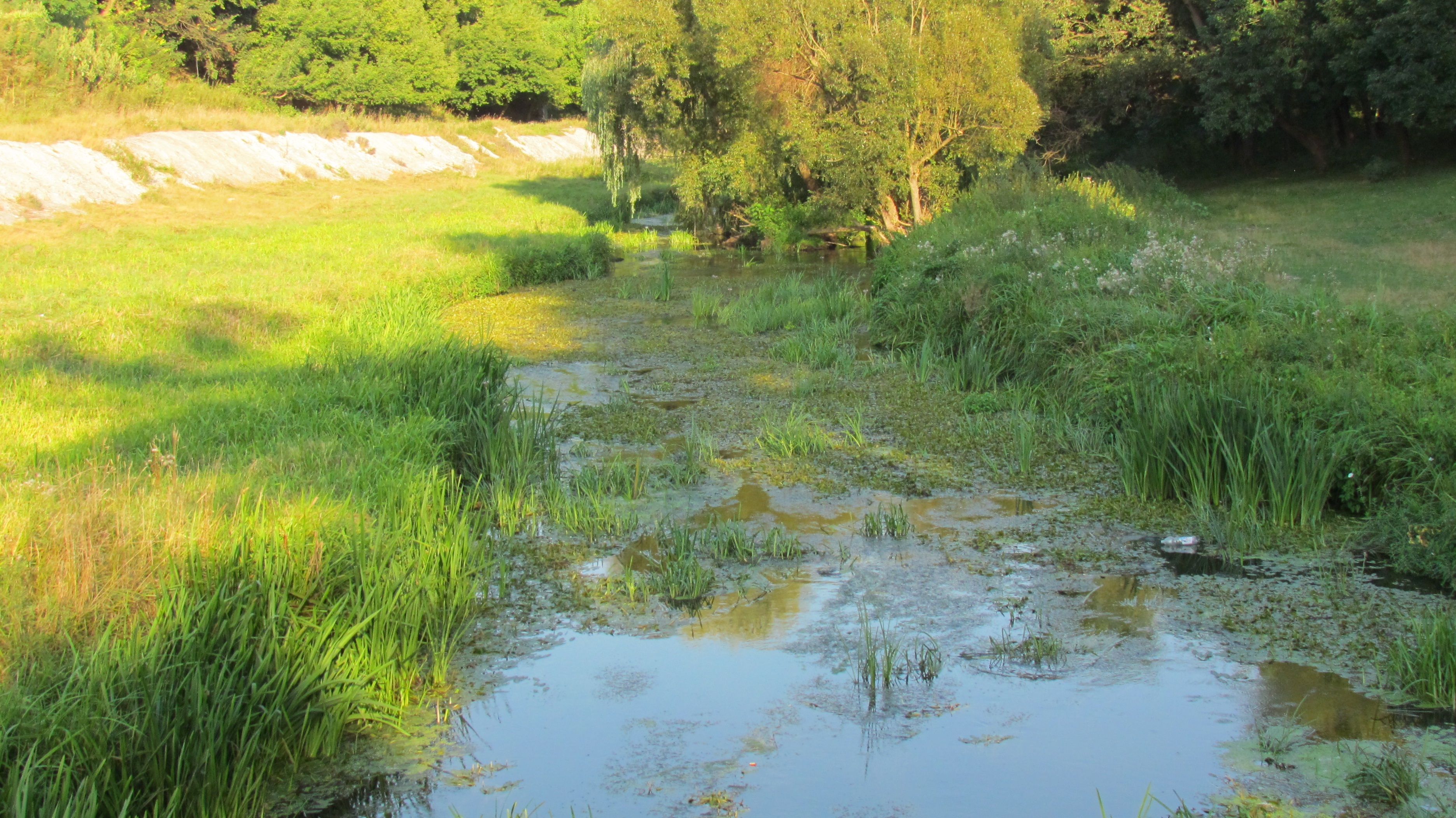
Річка в районі Мальованки
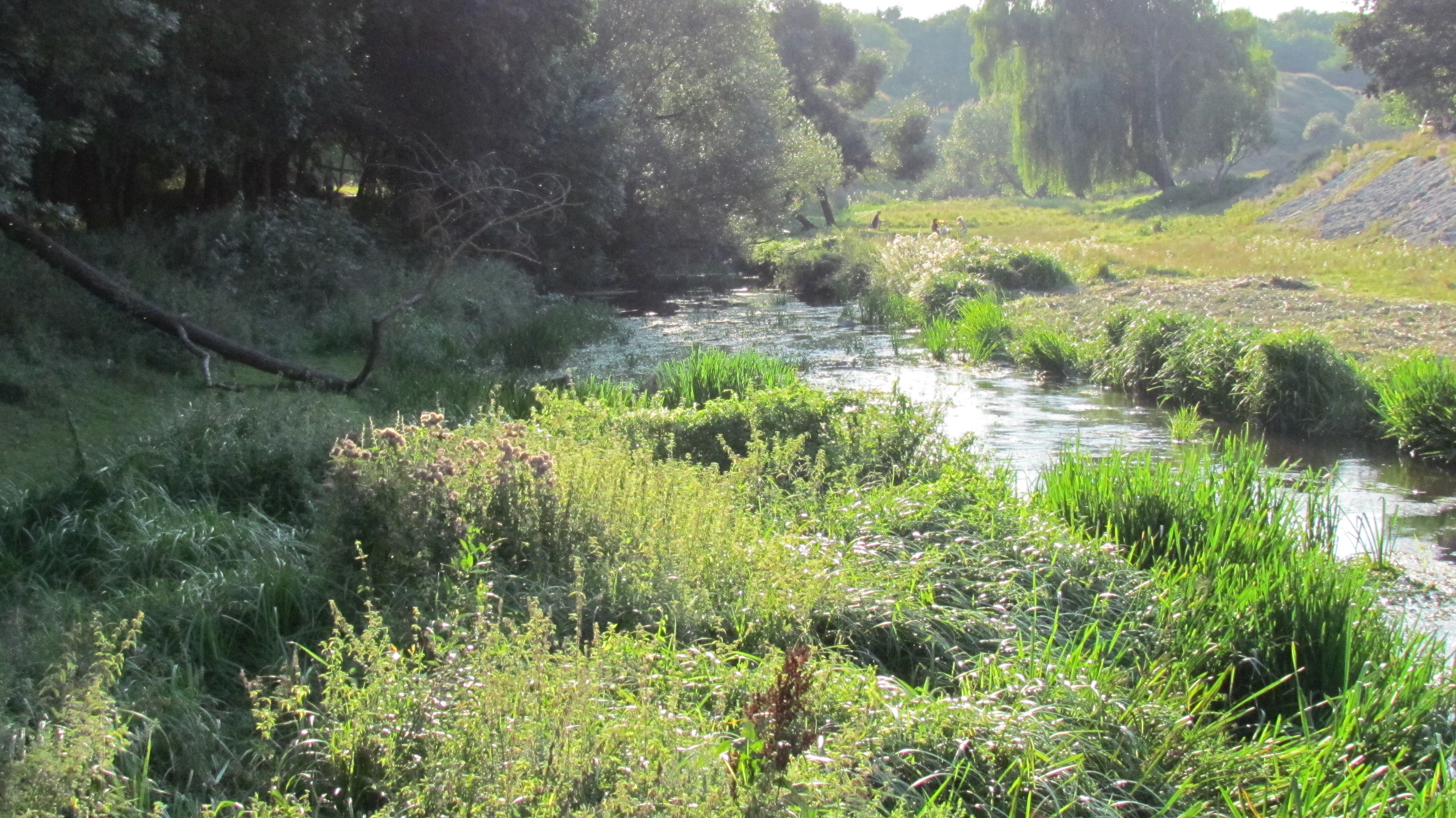
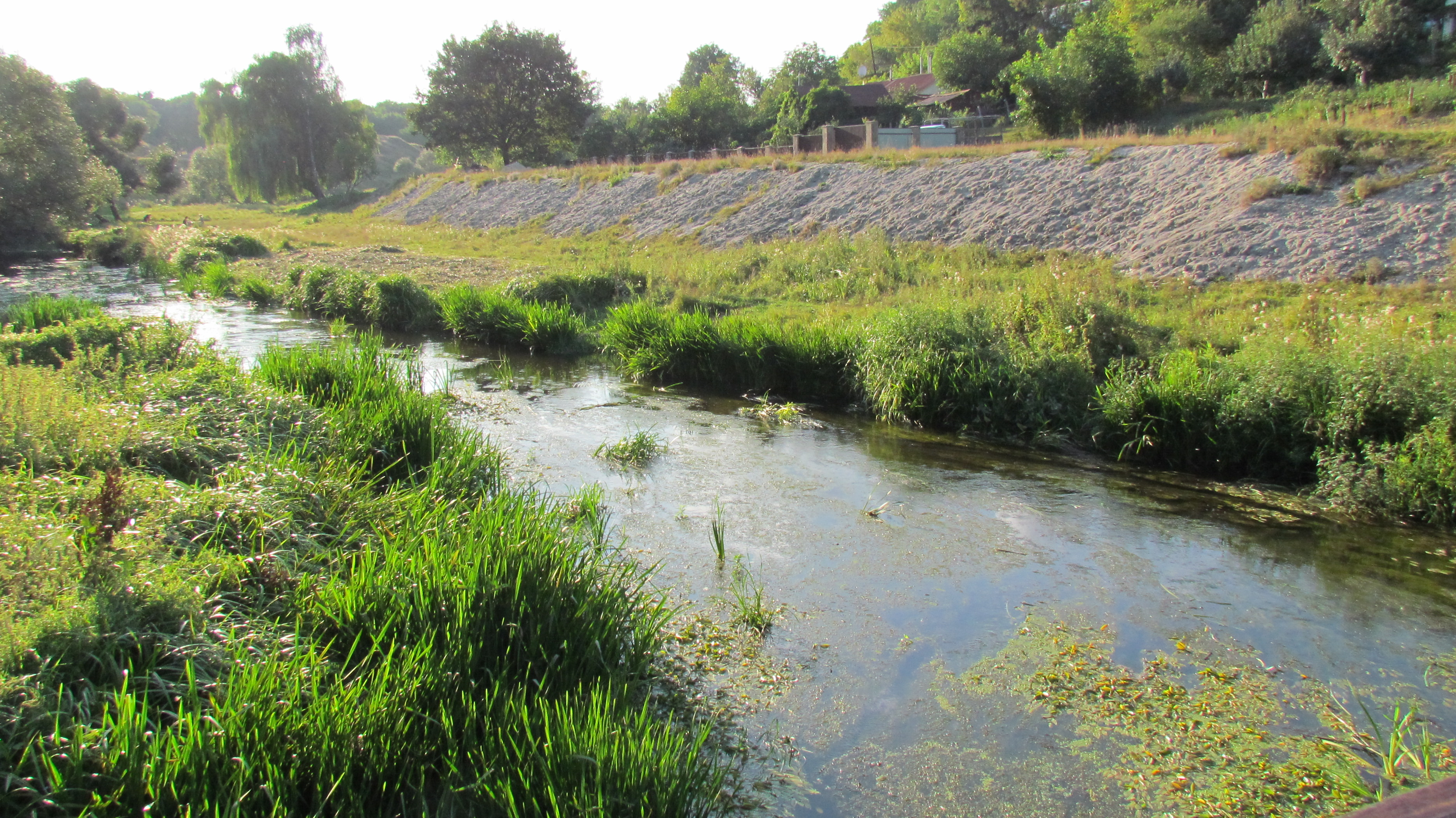